# 鄉音寄懷
《鄉音寄懷》，李煥之創作的大型民樂合奏曲，融合台灣的歌仔戲及其分支中國閩南的福建薌劇、南音（南管）等民樂素材，用閩台的特性（特色）民樂器大廣弦、「南音琵琶」（南琶；南管琵琶）、「尺八」（南音大簫、南管大簫）主奏。
使用的音樂元素有台灣歌仔曲調《哭調》（《哭調仔》）、《賣藥仔哭》（《滾仔哭》；《三空仔》；《江湖調》）、《七字調》（《七字仔》）和南音曲調等。
表達作曲家對父母鄉土的深切懷念。
作曲家父親李孫修祖籍閩南泉州晉江，母親鄭惠珍祖籍台灣台北，在台灣結婚，從台灣搬到香港以後就都住在香港，作曲家青少年時從香港到延安參加革命，社會主義新中國成立後1直在中央工作，很少機會再回閩南，惟1的1次回台是6歲時和母親回台北外婆家（作曲家的伯父全家和其他許多親戚現在還在台灣，作曲家的哥哥全家在中華人民共和國成立後從廈門回香港定居）。
1980年代，荷蘭公司在中國給中央民族樂團錄製的第1張外國唱片《汨羅江幻想曲》（閻惠昌指揮），請作曲家本人親自監製，作曲家自選的代表作就有這首《鄉音寄懷》。
《鄉音寄懷》在台灣已有許多民樂團體列為音樂會曲目，在台灣許多音樂展演館所演奏，高雄市國樂團並與閻惠昌在台灣高雄市合作了另1個錄音版本。